# توفيق (اسم)
توفيق هو اسم عربي للذكور. الأسم مشتق من المصدر وفق ومعناه سد طريق الشر وتسهيل طريق الخير. ويمكن أن يستخدم اسم توفيق كاسم شخصي أو اسم العائلة.

## شخصيات تحمل الاسم
- توفيق الحكيم
- توفيق الدقن
- توفيق الربيعة
- توفيق يوسف عواد
- توفيق راشد الحوري
- توفيق زياد
- توفيق عكاشة
- توفيق البحري
- توفيق الشاوي
- توفيق قباني
- توفيق كنعان
- توفيق السيف